# 315186 Schade
315186 Schade è un asteroide areosecante. Scoperto nel 2007, presenta un'orbita caratterizzata da un semiasse maggiore pari a 2,2487756 UA e da un'eccentricità di 0,2984278, inclinata di 6,58971° rispetto all'eclittica.